# ウエストボロ・バプティスト教会

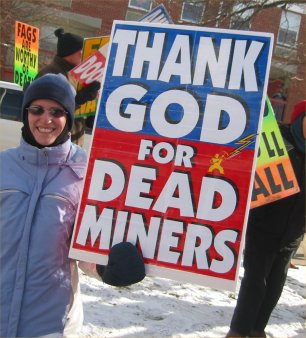
ウェストバージニア州で起きた鉱山事故 (Sago Mine disaster) の追悼式でピケを張るWBCのメンバー。「鉱員の死を神に感謝」と掲げている。

ウエストボロ・バプティスト教会（ウエストボロ・バプティストきょうかい、Westboro Baptist Church、以下WBC）は、フレッド・フェルプスにより創立された、米国カンザス州トピカを拠点とするグループである。

## 概要
この小さな教会はGodHatesFags（神はホモが嫌い）といった、レスビアン、ゲイ、バイセクシュアル、トランスジェンダーといったLGBTの人々、ローマ・カトリック教会、ムスリム、ユダヤ人だけでなく、スウェーデン人、カナダ人、アイルランド人、イギリス人、メキシコ人、中国人、アメリカ人までも糾弾する多くのウェブサイトを運営している。
この教会は名誉毀損防止同盟により監視され、またSouthern Poverty Law Centerにより扇動集団に分類されている。ゲイ・パレードといったイベント等の場でピケを張ることでも知られているが、イラク戦争で亡くなった兵士達の葬儀の場にたびたび押しかけたうえで、『神よ、米兵を殺して頂いた御英断に心からの感謝を送ります。』『神よ、9/11に感謝致します。』などといったピケを張る、更には息子の葬儀に涙を流す母親に対して『なにを泣いている。お前の息子はホモの国（アメリカ合衆国）のために戦ったゆえに神の天罰で死んだのだ。』などと叫ぶなど、その過激な言動をもって広く知られるようになった。
メンバーたちは自身をバプティストとしているが、教会自体はいかなる既存のパプティスト教会とも関連がなく、他の教会からは聖書に従っている団体とは見られていない。WBCは Primitive Baptist とカルヴァン主義にしたがっているとされている。最初の礼拝は1995年11月26日の午後に行われた。
WBCは彼らの信条をスローガンにしたり、"God hates fags" といったウェブサイトで表明していることで知られている。彼らの信条は聖書の言葉を自己流に解釈したものであり、特に同性愛に関係する世界中のほとんどすべてのものをターゲットにしている。specifically society's increasing tolerance and acceptance of the so-called "Homosexual Agenda." このグループは、神はどんな罪よりも同性愛を憎んでいるという信条を持っており、同性愛行為は極刑に値するとしている。

## 組織
Sky Newsによると、WBCは150名ほどのメンバーで成り立っているとされている。一方、BBC Twoによるとその数は71名となっている。また2011年にインタビューを受けた時に40名と回答している。メンバーは主にフェルプスの9人の子供達とその配偶者、孫やひ孫達である。また、フェルプスがイーストサイド・バプティスト教会 (Eastside Baptist Church) を追われた際にフェルプスに従った人々（Hockenbargers、George Stutzman、Chris Davis、Theresa Davis）も含まれている。2000年4月、ドキュメンタリー作家のスティーヴ・ドライン (Steve Drain) は宗教グループの取材を行った際にウエストボロ・バプティスト教会のメンバーにインタビューしたが、その経過でドライン一家はこの教会のメンバーとなった。
フェルプスは教会員たちに、教会員以外との結婚を認めていない。しかし親類関係にないメンバーが非常に少ないため、二重の血統関係を持っているメンバーもいると考えられているが確認はされていない。ドキュメンタリー映画『The Most Hated Family in America』の中では、教会員である少女たちは、彼らは最後の時に住んでおり、残された時間は短いため、結婚する意志のないことを語っている。
フェルプスの娘であり、Phelps Chartered Law firm の弁護士でもあるShirley Phelps-Roperは、WBCの著名なメンバーであり、スポークス・パーソンでもある。近年、教会の運営も行っている。
設立者であるフレッド・フェルプスは2014年3月19日に死亡した。

## Phelps Chartered Law firm
フレッド・フェルプスが設立した法律事務所 Phelps Chartered law firm の主要な人物はすべてWBCのメンバーである。Phelps Chartered はWBCが関わるほとんどすべての法律業務を手がけ、Civil Rights Attorney's Fees Award Act of 1976により多額の弁護助成金を得ている。

## 活動と主張

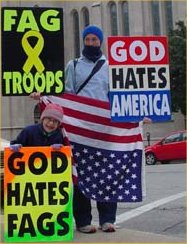
上から「オカマの軍隊」「神はアメリカを嫌う」「神はオカマを嫌う」と掲げ米国旗を逆さにもつWBCメンバー

WBCの教会員たちはトピカで毎日ピケを張っている。また、国内を旅して犯罪の被害者となった同性愛者やエイズで亡くなった同性愛者の葬儀、同性愛関連のイベントに出かけ、ピケを張っている。彼らは演劇界（特にブロードウェイのミュージカル）が同性愛の天国となっているとしてトピカの劇場の外で抗議行動を行ったり、カンザスシティ・チーフスの試合やポップ・コンサートに対しても抗議行動を行っている。Louis Therouxによる撮影の間、教会員たちは地元の電化製品を扱う店の前でもピケを張ったが、理由はその店が「スウェーデン製の掃除機を扱っているから」であり、スウェーデン政府が近年、同性愛に反対するスピーチをした牧師を投獄したことが原因であるとしている。近年教会員たちは、イラク戦争で戦死した兵士たちの葬儀でのピケ張りを多く行っている。WBCのウェブサイトのFAQ セクションによると、兵士達は愛国心から軍に参加しているのではなく、単に怠惰で他に仕事を見つけられないからだとしている。カンザス州を含むいくつかの州では、葬儀の場でピケを張ることを禁止した法案が通過している。WBCはまた、フレッド・ロジャース、コレッタ・スコット・キングからジェリー・ファルエルの葬儀まで幅広く抗議行動を行った。
WBCのメンバーによると、ピケを張るために年間$250,000の交通費がかかっているとされている。1990年代にWBCは、ピケ張りを防ごうとするトピカ市とショーニー郡に対する訴訟に勝っている。結果としてWBCはおよそ$200,000 の弁護費用等が支給された。教会のそのほかの運営費は、教会員からの寄付と勝訴した際の賠償金でまかなわれている。
フェルプスや彼の支持者、教会員たちは前述のように集まりあったり、同性愛関連のイベントで反同性愛的スローガンを叫ぶなどしている。フェルプスは AIDS Memorial Quilt を "100,000 living fags slobberin' around 45,000 dead fags" （45,000人の死んだオカマの周りで、100,000人のオカマがよだれを垂らしている）と呼んだり、エイズ・リサーチに資金を提供しているエリザベス・テイラーを "world-famous filthy Jew whore" （世界一有名な穢れたユダヤ人のあばずれ）と呼んだりもしている。その他のWBCの反同性愛的スローガンには "Homosexuality = Death" （ホモセクシュアル＝死） "Fags Die, God Laughs" （オカマが死ぬと神は笑う） "Matthew Shepard Rots in Hell" （マシュー・シェパードは地獄で朽ちる） "AIDS: Kills Fags Dead" （エイズ：オカマを殺す） "Ellen DeGeneres is a Lesbian Slut" （エレン・デジェネレスはレズビアンのあばずれ）などがある。
WBCの看板やスローガンは "The signs of the times" で見ることが出来る。
同性愛者であったミュージシャンのケヴィン・オールドハム (Kevin Oldham) がエイズに関連した病気で1993年に亡くなった時、フェルプスはケヴィンの両親に "Kevin Oldham: Dead Fag" とキャプションを付けたケヴィンの写真を送った。
WBCは1998年、ワイオミング州の学生マシュー・シェパードが同性愛者であるとして殺害された際（ヘイトクライム）、その葬儀でピケを張った様子がCNNで放映され、国内で注目されるようになる。フェルプスは、シェパード殺害は不法なことであるが（WBCのウェブサイトによると、殺人者達も悔い改めない限り、シェパードと同じく地獄で永遠に過ごさなければならないであろうとしている）、シェパードの性向については家族や友人が悲しんでいるのも構わず、あからさまに非難した。フェルプスはシェパードの母親を "mother from Hell" (「地獄からの母」) と呼び、彼女に「すぐにマシューと共になれるだろう」と告げた。
WBCのウェブサイトにはシェパードに捧げる "Perpetual Gospel Memorial" というページがある。同じような "メモリアル" は犬に襲われて死亡したレズビアンのDiane Whippleのためにも設けられている。
2004年1月25日、フェルプスはアイオワでの同性結婚の合法化に反対するとして、5つの教会 (3つのカトリック教会と2つの米国聖公会) と連邦裁判所に対してピケを張った。
また、WBCはビリー・グラハムの伝道集会でもピケを張り、福音主義は "God Hates Fags" (「神はゲイを憎んでいる」) という教理を広め損なったために地獄で焼かれると語った。2004年10月にはグラハムの集会で抗議行動を行い、85歳のグラハムを "Hell-bound false prophet" （地獄の偽預言者）と呼んだ。
WBCのプレスリリースでは、トピカの市長ジェイムズ・マクリントンを「妻を殴る暴君」（"wife-beating tyrant"）と呼んでいる。黒人であるマクリントンはその中で、スーツを着て卍のアームバンドをしたゴリラとして描かれている。
2006年1月15日、WBCのメンバーは、ヴァージニア州Sagoの炭鉱で起こった事故 (2006 Sago Mine disaster) で亡くなった人々の追悼式でも抗議行動を行った。WBCによると、この事故は、アメリカがゲイに寛容なために神が怒ったせいだとしている。何人かのメンバーが踊りながら抗議する様子が後にFOXニュースで放映された
WBCは2005年7月、19歳でイラクで亡くなったキャリー・フレンチ伍長 (Carrie French) の葬儀でも抗議行動を行うと発表した。WBCは彼女の死はアメリカ合衆国に対する神からの罰であるとの見方をしている。フェルプスは「この戦争で起きていることは、すべての道徳的要請を放棄した邪悪な国家を主が罰しておられると我々はとらえている」と語っている。
2006年10月にアーミッシュの学校で事件 (Amish school shooting) が起こった時も、WBCのメンバーは殺害された5人の少女たちの葬儀でピケを張ることを計画した。看板には少女達を "whores" （あばずれ）と呼び、彼女達は "burning in hell"（地獄で焼かれている）と書かれるはずであった。それに対し、ラジオパーソナリティのマイク・ギャラガー (Mike Gallagher) はWBCを止めるために説得を試みた。金銭的なオファーもされたがWBCは拒否、ギャラガーは彼の番組で1時間、自由に語る権利を提供した。WBC はこれを受け入れ、ピケ張りは中止された。2006年10月5日、WBCのメンバーはマイク・ギャラガーの番組にホストとして出演した。ギャラガーはリスナーに対して、WBCの見解はギャラガーやラジオ局の見解ではないと何度も警告した。
2007年2月、WBCはケンタッキー州Bardstownの火災で亡くなった10名の葬儀や、テネシー州の火災で亡くなった4人の子供の葬儀でピケを張ると語った。ケンタッキー州とテネシー州がソドミーと不道徳を促進し、WBCを迫害しているため、神は両方の州を憎んでいると書かれたチラシがWBCによりその地域に配布された。しかしながら、Bardstownの葬儀の前の金曜日にラジオに出演することが決まったため、抗議行動は行われなかった。
近年WBCはスウェーデンに対しても抗議行動を行っている。何故なら牧師のÅke Greenが説教の中で反ゲイ発言をしたために有罪判決を受けたからである。WBCは王女マデレーンにも罵倒するようなメッセージをFAXで送った。
2007年4月16日、バージニア工科大学銃乱射事件が起こった際、WBCは殺害された生徒達の葬儀でも抗議行動を行うつもりであるということを明らかにした。しかし、アーミッシュの学校で起こった事件の被害者に対する抗議と同じように、ギャラガーとWBCはラジオに参加することが決まったため、抗議は行わないことで合意したと発表した。
2007年12月6日、WBCはネブラスカ州オマハのショッピングモールで起こった射撃事件 (Westroads Mall shooting) に対して神に感謝するため、そのモールが再オープンする2007年12月8日にそこに向かう、また犠牲者の葬儀の場にも向かうと発表した。
2008年1月22日には、俳優のヒース・レジャーの葬儀でも抗議活動を行うと発表した。
2010年5月30日に行われるロニー・ジェイムス・ディオの告別式において抗議活動を行うと発表した。メロイックサインをトレードマークとしていることや、BLACK SABBATHに在籍していたこと等を抗議の理由として挙げているが、「コウモリを食いちぎった」こと等、オジー・オズボーンの行為と混同している節がある。
2011年1月にはツーソン銃撃事件の犠牲者の9歳の少女の葬儀にピケを張ると発表。これを受け、同地アリゾナ州議会は、葬儀の行われている場所の直近での抗議活動を禁止する緊急立法を行い、11日に成立させた。
2012年12月に起きたサンディフック小学校銃乱射事件を同性愛を許容する社会が生んだものと主張し、被害者の追悼集会や葬儀にピケを張る計画を発表した。これに対してアノニマスが今後WBCに対して活動を妨害していくことを宣言している。

## 反応

### 抗議行動に対する法規制
WBCがインディアナ州で行われた葬儀で抗議活動を行ったことに対して、インディアナ州議会は、葬儀の場に抗議活動を目的として500フィート以内（約150メートル以内）に近づくことを禁止する法案を提出した。この法案により、違反した者は最大3年の懲役と1万ドルの罰金が科せられることとなった。この法案が採決される少し前、WBCはインディアナ州ココマで、イラクで亡くなった兵士の葬儀で抗議を行うとしていた。2006年1月11日、この法案は満場一致で採決され、WBCのメンバーはココマに行きはしたが、葬儀の間は姿を見せなかった。
サウスダコタ州など他のいくつかの州でも同じような法案が採決されている。しかし言論の自由を謳ったアメリカ合衆国憲法修正第1項に反する可能性もあるとして、こういった法を批判する声もある。WBCはこういった法に対して異議を唱えるとしている。
2006年5月23日、ミシガン州は葬儀の場から500フィート以内で、葬儀を混乱させるようないかなる行いも禁じることにした。この法を破ることは重罪となり、最大2年の懲役と1万ドルの罰金が科せられることとなった。
2006年5月17日にイリノイ州は、亡くなった兵士の葬儀や追悼式の場で、その家族を守るための法案を成立させた。初めて違反したものには最大30日の懲役と1,500ドルの罰金が科せられ、二度目以降は重罪とみなされて1年から3年の懲役と25,000ドルの罰金が科せられることになった。

## 参照
1. ↑  Anti-Defamation League (2006年). “Fred Phelps and the Westboro Baptist Church”. 2007年2月23日閲覧。
2. ↑  Southern Poverty Law Center." The Year in Hate:2005". Accessed 5 October 2006.
3. ↑  Southern Poverty Law Center. Active U.S. Hate Groups in 2005. Accessed 5 October 2006.
4. ↑  “Father of Marine Killed in Iraq Sues Church for Cheering Death”.   Associated Press via Fox News (2007年). 2007年10月26日閲覧。
5. ↑  “Sermon preached by Fred Phelps” (1987年). 2007年5月10日閲覧。
6. 1 2  "Westboro Baptist Church FAQ".
7. ↑  "Outlaw Sodomy", December 3 2002
8. ↑  "Inside The Church Of Hate", Sky News、October 25 2005
9. ↑  "The Most Hated Family In America"、BBC2
10. ↑  IMDB:Steve Drain
11. 1 2  The Most Hated Family in America
12. ↑  http://www.bbc.com/news/world-us-canada-26669967
13. ↑  Phelps Chartered
14. ↑   “To the pandering, demagogic legislatures now passing laws to stop WBC's Gospel preaching at godless Military funerals.” (PDF). Westboro Baptist Church.   Westboro Baptist Church (2006年1月14日). 2007年4月3日閲覧。
15. ↑  Guardian  UK article
16. ↑  Anti-gay church hounds military funerals | The Guardian | Guardian Unlimited
17. ↑  Grieving family forced to deal with Phelps. 'The Capital Journal. (August 3, 1994)
18. ↑  GodHatesFags.com.James McClinton presiding over city council during public hearing on fag ordinance: jpg. Accessed October 5, 2006.
19. ↑  "Controlling Funeral Protests?"
20. ↑  Oxley, Chuck. His church was bombed, and now he protests funerals of the war dead. Seattlep.com. Accessed October 5, 2006.
21. ↑  'Insane' picketers cancel Amish funeral protest, The Age, October 5, 2006
22. ↑  Group drops protest plan at fire victims' funeral, Lexington Herald Leader, February 7, 2007
23. ↑  “Princess Madeleine harassed by fanatical sect”.   The Local (2007年4月2日). 2008年1月29日閲覧。
24. ↑  Gallagher, Mike (2007年4月20日). “Untitled Document”.   Mikeonline.com. 2008年1月29日閲覧。
25. ↑  “Kansas Baptist Church Intends to Picket Heath Ledger's Funeral Because He Played Gay Character”.   FOXNews.com (2008年1月23日). 2008年1月29日閲覧。
26. ↑  “米銃乱射事件：ハッカーグループが葬儀を妨害する教会の活動に憤慨、全面戦争をビデオ宣言”.  AOL (2012年12月18日). 2013年2月2日閲覧。
27. ↑  "Funeral protest bill passes out of committee, 11-0"
28. ↑  firstamendmentcenter.org: news
29. ↑  "Gov. Blagojevich signs 'Let Them rest in Peace Act' allowing families to peacefully grieve fallen soldiers New law makes protesting within 200 feet of a funeral or memorial service a crime"